# Aberdeen (canton)
Pour les articles homonymes, voir Aberdeen (homonymie).
Aberdeen est un canton canadien du Québec situé dans la municipalité régionale de comté Pontiac dans la région administrative de l'Outaouais.  Il fut proclamé officiellement le 5 décembre 1968.  Il couvre une superficie de 22 260 hectares.

## Toponymie
Le nom du canton est emprunté à la ville Aberdeen en Écosse qui signifie en gaélique écossais « à l'estuaire de la Don ».